# Ford Corcel
 (décembre 2022).
La Ford Corcel ("étalon" en portugais) est une voiture qui a été vendue par Ford Brésil au Brésil, au Chili, en Uruguay, au Paraguay et au Venezuela. Elle a également été assemblée au Venezuela (avec la Ford Del Rey). Le style d'influence française de la Corcel était unique au Brésil jusqu'à fin 1977. À partir de cette année, la Corcel II redessinée (telle qu'elle était vendue à l'origine) ressemblait beaucoup aux Ford Escort et Ford Cortina européennes de la même époque, mais ses fondements de Renault sont restés les mêmes. La Corcel a finalement été remplacée par la Ford Del Rey, qui était initialement présentée en tant que version berline/coupé de la Corcel.

## Origines
Les origines de la Corcel se trouvent dans la Renault 12. Les opérations brésiliennes de Willys-Overland comprenaient la fabrication de la Renault Dauphine sous le nom de Willys Dauphine/Gordini/1093/Teimoso. Des plans étaient en cours pour remplacer cette gamme démodée par une nouvelle voiture basée sur la prochaine Renault 12, appelée "Project M" en interne. Lorsque Willys Brésil a été racheté par Ford Brésil en 1967, Ford a hérité du projet, ce qui signifie que la Corcel a été présentée près de deux ans avant la Renault 12.

## Corcel I
La première année de production de la Ford Corcel brésilienne était 1968, lorsqu'elle a fait ses débuts en tant que berline quatre portes à São Paulo. Elle était à l'origine équipée du moteur "Cléon" à soupapes en tête refroidi par eau de 1,3 L (1 289 cm3) et 68 ch (51 kW) choisi directement de la Renault 12, mais avec un taux de compression légèrement inférieur de 8:1 pour lui permettre de fonctionner avec de l'essence à indice d'octane 70. Un coupé a été ajouté en 1969 pour cibler le marché des personnes souhaitant une deuxième voiture, devenant rapidement la version la plus vendue, suivi d'une version break trois portes appelée "Belina" en mars 1970.
Les premières Corcel ont eu de graves problèmes de qualité et les ventes ont souffert en conséquence, mais après que Ford Brésil ait reçu un nouveau dirigeant (Joseph W. O'Neill) en 1970, la décision a été prise d'améliorer la situation. Lors du premier rappel automobile du Brésil, 65 000 propriétaires ont été contactés et des réparations gratuites ont été mises à disposition; la Corcel est redevenue le modèle le plus vendu de Ford en 1971. En 1971, deux nouveaux modèles sont apparus, avec la L (pour "Luxo") et la version GT plus puissante ajoutée. La GT bénéficiait d'un carburateur à double barrils (moteur "1300-C"), offrait 80 ch (60 kW) et pouvait atteindre 141 km/h (88 mph) au lieu des 135 km/h (84 mph) des versions standards. Chaque année qui passait, des changements de style étaient apportés, empruntant plusieurs détails à la Ford Maverick et ressemblant de plus en plus à une pony car en apparence. La GT était mise à jour chaque année sous la forme de nouvelles décalcomanies et a finalement également obtenu un moteur plus gros et plus puissant.

### Lifting de 1973
La Corcel I restylée (parfois appelée la "Mark 1½") est arrivée en 1973 et avait un look plus agressif par rapport à la version plus conservatrice de 1968. Certaines des versions L et toutes les versions GT étaient également équipées d'une nouvelle version alésée à 1,4 litre (1372 cm3) du moteur existant. La puissance revendiquée pour la Corcel standard était de 75 ch (56 kW) (brut), avec 85 ch (63 kW) en service à 5 400 tr/min avec le moteur "XP" utilisé dans la GT, avec son carburateur à double barrils. En net, ces chiffres sont deviennent 72 ch (54 kW) et 77 ch (57 kW).

### Lifting de 1975
En 1975, un petit lifting a eu lieu, dans lequel la calandre et les contours des phares ont été subtilement modifiés et le logo Ford est passé de la calandre au bord d'attaque du capot, avec le script "F O R D" existant. Les feux arrière étaient maintenant des unités monobloc. Autre nouveauté en 1975, la luxueuse version "LDO", disponible en coupé ou en break. Pendant ce temps, le moteur de 1,4 L développé localement a progressivement remplacé l'ancien moteur de 1,3 L dans toute la gamme. C'était très facile à modifier pour avoir une plus grande puissance et certains concessionnaires avaient la possibilité d'installer un petit kit de réglage non officiel qui améliorerait la puissance du moteur à 95ch (brut). Notez que toutes ces puissances ont été obtenues en utilisant de l'essence de faible qualité et à faible indice d'octane disponible en Amérique du Sud à l'époque.
La Corcel GT a connu un succès modéré dans les championnats brésiliens de Tarumã, Interlagos et de voitures de rallye de plage dans les années 1970, grâce à la stabilité de sa traction avant et à son faible poids (920 kg), qui ont permis un rapport puissance/poids élevé. Elle n'était pas plus rapide que la Maverick V8 et la Chevrolet Opala, mais elle battait tout le reste du marché brésilien, y compris les Maverick quatre et six cylindres et certaines Dodge Charger qui ont participé aux événements. Ces compétitions ont révélé que le joint universel de la transmission avant était susceptible de se briser sous de fortes contraintes, c'est pourquoi, en 1976, la gamme Corcel est passée aux joints homocinétiques.

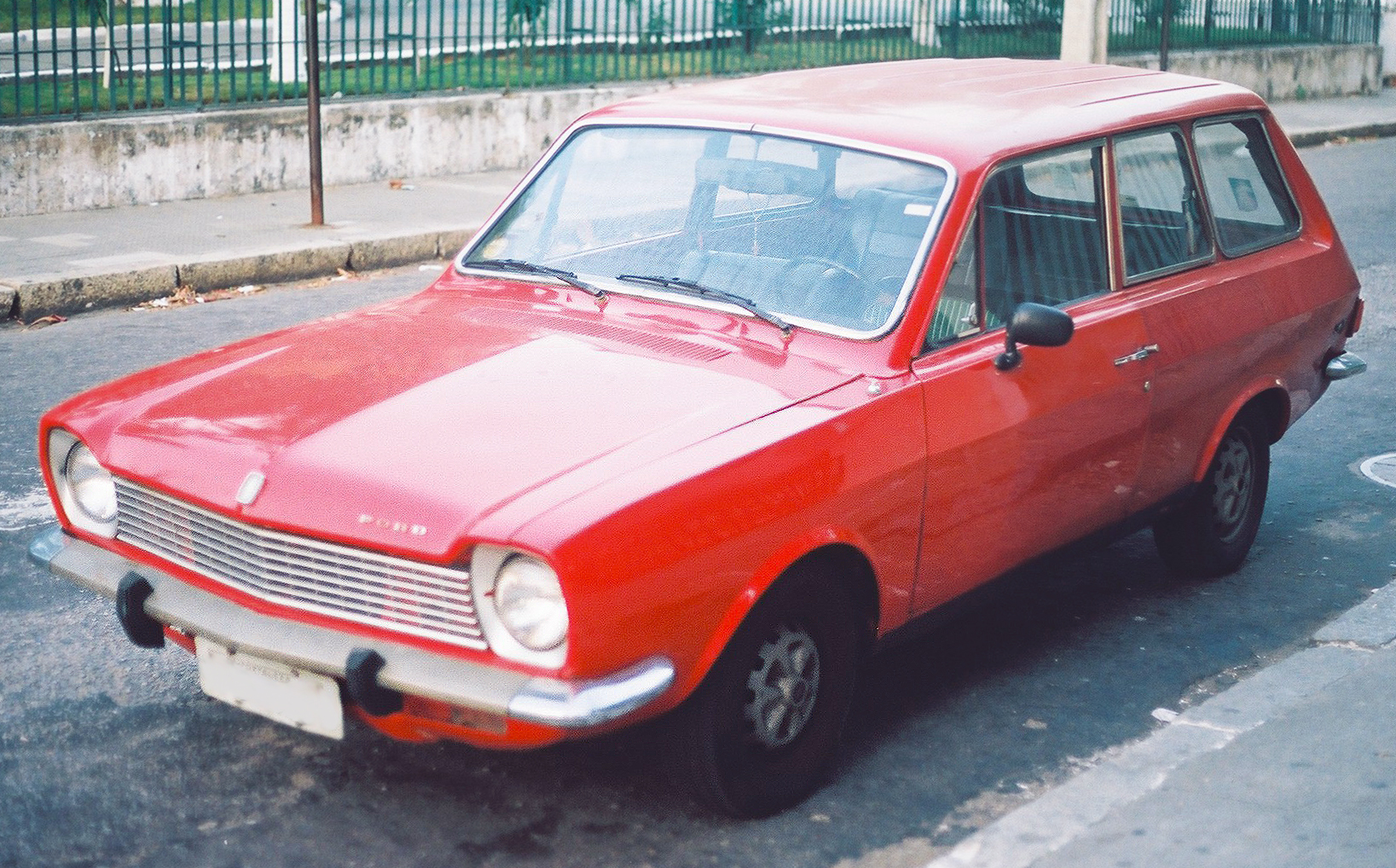
Ford Belina wagon (1975-1977)

## Corcel II
En 1977, pour l'année modèle 1978, Ford a lancé la Corcel II. La deuxième génération avait un design entièrement refait et des lignes droites par opposition au style pony car de la Corcel d'origine. Ces changements ont également été appliqués au Belina, tandis que la version quatre portes a été abandonnée en réponse au manque d'intérêt des consommateurs. La berline deux portes résultante était de style fastback, avec des portes longues et lourdes.
Équipé à l'origine du même moteur quatre cylindres de 1,4 litre que la première Corcel, le moteur était désormais évalué à 54 ch (40 kW) DIN pour les versions de base, Luxo et LDO. La GT quelque peu sportive a reçu 57 PS (42 kW; 56 ch), grâce à un carburateur Solex à double barrils. La Corcel II a également été utilisée pour le championnat monomarque FIA Groupe 1 au Brésil, dans les années 1979 à 1983.
La Ford Del Rey a été introduite en 1981, avec une ligne de toit plus droite et disponible avec une carrosserie quatre portes. La Del Rey avait également un design avant retravaillé et plus carré. Une version break de la Del Rey (appelée Ford Scala jusqu'en 1986) ne différait du Belina que par la finition et la conception de l'avant. Le nom traditionnel Ford Victoria devait être utilisé sur cette version mais a été abandonné à la dernière minute. En 1982, la Ford Corcel II a également servi de base à une version pick-up appelée Ford Pampa, bien qu'il utilisait les portes avant plus courtes de la Ford Del Rey quatre portes puisqu'il n'était pas nécessaire d'accéder à la banquette arrière. Le Pampa serait éventuellement également disponible avec quatre roues motrices.
À partir de 1982, le moteur était un CHT, une version améliorée du moteur "Cléon" utilisé dans la première Corcel de 1968. Il avait déjà été alésé à 1555 cm3 des années plus tôt, mais avec une culasse redessinée, une conception de soupape rotative et de nombreuses autres améliorations périphériques, il a reçu un nouveau nom et une nouvelle vie. Le 30 octobre 1981, l'assemblage vénézuélien de la Corcel II a commencé. En 1986, Ford Motor Venezuela a produit 2 244 Corcel II et 2 439 Corcel Ghia (toutes des berlines deux portes), bien qu'à ce moment-là, elle se concentrait sur la production de la Ford Sierra d'origine européenne.

### Lifting
Elles ont toutes eue un léger lifting pour l'année modèle 1985. La Corcel II est redevenue connue sous le simple nom de Corcel. L'intérieur était désormais le même pour les quatre modèles. Extérieurement, la Corcel et la Del Rey différaient à l'arrière; la Corcel a reçu une carrosserie de style fastback tandis que la Del Rey avait une conception de berline à malle plus traditionnelle. Le Belina et le Scala, cependant, avaient désormais perdu presque toutes leurs différences intérieur/extérieur et étaient devenus presque identiques : seuls quelques détails, comme les feux arrière, différenciaient ces deux modèles. Entre 1985 et 1987, le Belina a été rendu disponible avec le même système de transmission intégrale que celui du Pampa. Ce système semblait avoir une fiabilité douteuse; Le magazine Quatro Rodas a fait un test à long terme d'un Belina 4x4 (50 000 km) dans lequel les pannes étaient très fréquentes - la mauvaise réputation qui en a résulté a conduit à l'arrêt de la production de Belina 4x4 après seulement quelques années modèles, tandis que le Pampa 4x4 était toujours disponible.
1986 était la dernière année pour la Corcel. Le Belina a également été abandonné en 1986, mais son nom a désormais été appliqué à ce qui avait été le Scala (un nom qui n'avait jamais vraiment fait son chemin) sous le nom de "Del Rey Belina". En 1989, à la suite de la co-entreprise Autolatina, le moteur AP-1800 à plus haut rendement de Volkswagen a remplacé l'unité de 1,6 litre dans tous les modèles de Del Rey et Belina, et il a été rendu disponible dans tous les modèles de Pampa à l'exception de ceux avec quatre roues motrices.
La Del Rey et le "nouveau" Belina ont été abandonnés en 1991, remplacés respectivement par la Ford Versailles et le Ford Royale (façade de la Passat version B2). Le Pampa a continué à être vendu jusqu'en 1997, Ford introduisant le plus petit Ford Courier basé sur la Fiesta un an plus tard.